# Pararrejalgar
El pararrejalgar es un mineral de la clase de los minerales sulfuros. Aunque se conocía desde antiguo por formarse sobre el mineral rejalgar como alteración de éste, fue descubierto en estado natural y aceptado como mineral en 1980 en una mina de la Columbia Británica (Canadá), siendo nombrada así por su relación con el rejalgar. Un sinónimo poco usado es su clave de la Asociación Mineralógica Internacional: IMA1980-034.

## Características químicas
Es un sulfuro simple de arsénico, anhidro. Con la misma composición química y estructura cristalina similar a la del rejalgar, ambos minerales del sistema monoclínico, el rejalgar rojo se altera cuando se expone a la luz transformándose en pararrejalgar amarillo. También es dimorfo de la alacranita.

## Formación y yacimientos
Se forma como producto secundario de la alteración del rejalgar presente en vetas de cuarzo con estibina, comúnmente por exposición a la luz de estas vetas.
Suele encontrarse asociado a otros minerales como: rejalgar, estibina, tetraedrita, arsenopirita, duranusita, arsénico, arsenolita, azufre, lepidocrocita o pirita.

## Usos
Por contener el tóxico arsénico siempre se debe manipular con precaución, lavándose las manos tras tocarlo y evitando ingerirlo o inhalar el polvo que salta al romperse.